# Chongzhen
Chongzhen (chinesisch 崇禎 / 崇祯, Pinyin Chóngzhēn, W.-G. Ch'ung-cheng; * 6. Februar 1611; † 25. April 1644), Geburtsname: Zhu Youjian 朱由檢, Tempelname: Sizong 思宗, war der sechzehnte und letzte chinesische Kaiser der Ming-Dynastie. Er regierte von 1627 bis 1644 über China. Er ist sowohl für seinen Fleiß als auch für seine Paranoia bekannt, insbesondere für seinen ständigen Zweifel an der Loyalität seiner Untertanen. Die Rettung der Ming-Dynastie vor dem Untergang gelang ihm letztlich nicht.

## Biographie
Chongzhen wuchs recht unbekümmert auf, denn er war nur ein jüngerer Sohn des Kaisers Taichang und beteiligte sich nicht an den Intrigen und dem Netz aus Betrug und Korruption um seinen Bruder Tianqi. Mit siebzehn folgte er seinem Bruder 1627 im Amt des Kaisers und eliminierte als erstes den machtgierigen Eunuchen Wei Zhongxian und alle seine Anhänger, ebenso die Dame Ke.
Im Gegensatz zu seinem Vorgänger versuchte Chongzhen allein zu regieren und ernsthaft die Probleme seiner Dynastie zu lösen. Doch die völlig leeren Staatskassen machten seine Bemühungen weitestgehend zunichte. Seine Edikte wurden nicht umgesetzt, da weite Teile der Bürokratie handlungsunfähig waren, oder in einigen Provinzen gar nicht mehr bestanden. Fähige Minister, die seine Reformen unterstützt hätten, fand er nicht, so dass wichtige Posten mit schwachen Personen besetzt blieben. Der Ming-Hof hatte sich schließlich ganz abgekapselt und von der Gesellschaft isoliert.
Chongzhen zeigte sich zunehmend frustriert von der Trägheit seiner Untergebenen und misstraute seiner Umgebung immer mehr, was ihn zu harten Strafen gegenüber Illoyalität trieb. Er ließ beispielsweise jeden seiner sechs Minister durchschnittlich jedes Jahr durch einen anderen ersetzen und die Entlassenen oft mit grausamen Strafen verfolgen. Dieses Verhalten des Kaisers hatte seine Ursprünge schon in der Kindheit; z. B. als sein Vater Taichang seine Mutter, die Kaiserin Xiaochun umbringen ließ und Chongzhen eine im Laufe der Zeit stärker werdende misstrauische Haltung entwickelte. Dazu kamen die verbliebenen Eunuchen, die unter Wei Zhongxian so stark geworden waren und deren Einfluss sich bis auf die Armee-Führung erstreckte. Auch aus dem letzteren Aspekt unterlief ihm der Fehler, den äußerst fähigen Oberbefehlshaber der nördlichen Grenztruppen, Yuan Chonghuan, 1630 gefangen zu nehmen und hinrichten zu lassen, obwohl die Anschuldigungen gegen ihn unbegründet waren.
Als Reaktion darauf lief dessen gesamte Armee zu den Mandschu unter Hong Taiji über. Fortan gab es keinen General mehr, der talentiert genug war, die Mandschu im Norden zurückzuhalten. 1638 eroberten sie Chinas wichtigsten Vasallenstaat Korea, woraufhin auch andere Staaten in Südostasien die Oberhoheit Chinas nicht mehr anerkannten. Das gesamte außenpolitische Geflecht der Ming in Ostasien zerfiel immer mehr.
Der Chongzhen-Kaiser sah sich ebenfalls mit einem zusammenbrechenden Reich im Inneren konfrontiert. China profitierte einst in hohem Maße von den europäischen Kolonien in Amerika. Das dort abgebaute Silber floss zum größten Teil nach China, um dort Luxusgüter für den europäischen Markt zu kaufen. Mit dem Ausbruch des Dreißigjährigen Kriegs versiegte diese Quelle jedoch, da das Silber für den Krieg in Europa gebraucht wurde. Das schädigte die chinesische Wirtschaft nachhaltig. Ganze Wirtschaftszweige brachen zusammen, es folgten Silberhortung, Güterverknappung und dadurch letztlich Massenarmut.

Ausbreitung der Bauernaufstände

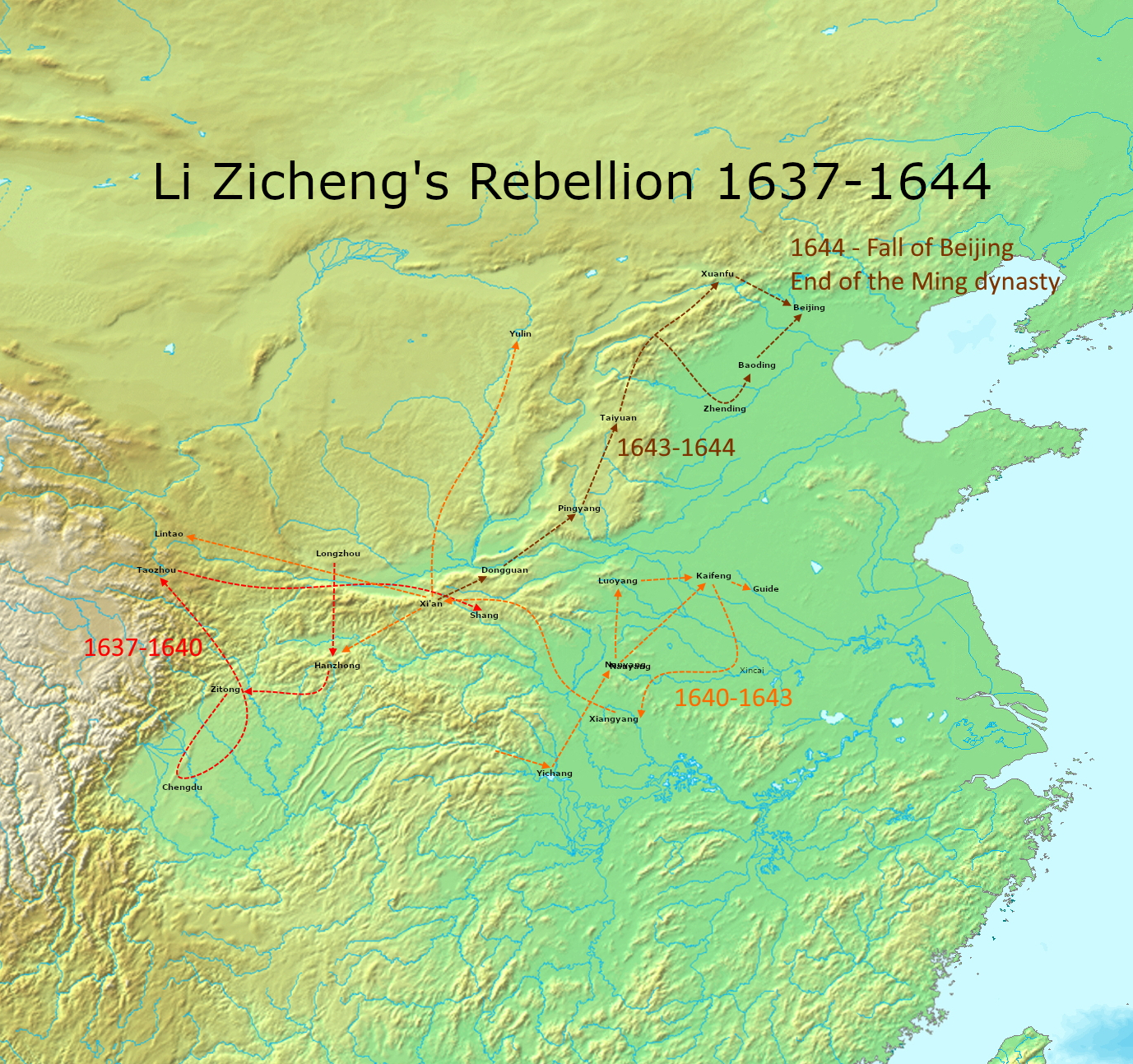
Li Zichengs Vormarsch auf Peking

Die Kleine Eiszeit kam als Wetterphänomen erschwerend hinzu. Feuchte und ungewöhnlich kalte Sommer und Winter führten zu Ernteausfällen, gefolgt von Hungersnöten. Durch den staatlichen Finanzmangel fielen praktisch alle größeren Bewässerungs- und Flutkontrollprojekte aus. Die Lage der chinesischen Bauern wurde immer kritischer. Bauernaufstände loderten im ganzen Land auf, aber es gab kaum Truppen zu deren Niederschlagung. Der Ming-Hof verlor nach und nach die Kontrolle über die Verwaltung in den Provinzen. In dieser desolaten Situation brach nun auch noch die Pest in China aus und Millionen von Menschen fanden den Tod.
In Zentralchina gelang es dem ehemaligen Soldaten Li Zicheng, sich an die Spitze der aufständischen Bauern und Armeen zu setzen. Plündernd und brandschatzend zog er durchs Land und eroberte schließlich die Provinzen Hubei, Henan und Shanxi für sich als Machtbasis. Dort gründete er eine eigene Dynastie und beanspruchte den Kaiserthron für sich. Im April 1644 begann er eine Großoffensive auf Peking. Überläufer öffneten ihm die Stadttore, so dass die Hauptstadt kampflos an die Rebellen fiel. Kaiser Chongzhen erwachte am Morgen des 25. Aprils und forderte einen Bericht über die Geschehnisse. Doch keiner seiner Minister erschien nach seiner Aufforderung. Schnell stellte er fest, dass das gesamte Palastpersonal geflohen war. Selbst die Palastgarden waren verschwunden. Als er bemerkte, dass die Rebellentruppen in die Außenbezirke Pekings einströmten, erkannte er, dass seine Dynastie verloren war. Chongzhen sorgte dafür, dass seine Söhne aus der Hauptstadt fliehen konnten, danach befahl er dem Rest der kaiserlichen Familie, Selbstmord zu begehen. Nachdem sich die Kaiserin erhängt hatte, betrank sich der Kaiser, verließ die Verbotene Stadt und begab sich, nur von seinem Leibeunuchen begleitet, in den Jingshan-Park. Dort erhängte er sich am heute bekannten Guilty Chinese Scholar Tree. Damit endete die von Kaiser Hongwu begründete, 276 Jahre andauernde Herrschaft der Ming-Dynastie.
Dem Rebellen Li Zicheng war es nicht vergönnt, seinen Sieg zu genießen. Der Ming-General Wu Sangui lief zu den Mandschu über und öffnete ihnen den Shanhaiguan-Pass in der Chinesischen Mauer. Die Mandschu eroberten sehr schnell Peking und vertrieben die Rebellen. Der Mandschu-Regent Dorgon proklamierte die Qing-Dynastie und setzte seinen Neffen Shunzhi als neuen Kaiser von China ein. Die Qing stilisierten sich zu den Rächern der Ming und Kaiser Chongzhen wurde in den Ming-Gräbern ein ehrenvolles Begräbnis gewährt. Li Zicheng wurde 1645 von den Mandschu getötet, während im Süden der Widerstand der Ming-Prinzen gegen die Qing-Herrschaft andauerte.